# Knolvossenstaart
De knolvossenstaart (Alopecurus bulbosus) is een  zodevormende vaste plant uit de grassenfamilie (Poaceae). De soort staat op de 
Nederlandse Rode lijst van planten  als zeldzaam en zeer sterk afgenomen. Het aantal chromosomen 2n = 14.
De 10-50 cm hoge plant heeft rechtopgaande of aan de voet geknikte stengels en knolvormige voet. De vlak onder de grond zittende, tot 1 cm grote, vaak paars- of roodkleurige stengelknolletjes zijn bolrond of uivormig. De grijsgroene tot groene bladeren zijn vrij smal en glad. De bovenste bladscheden zijn vaak opgeblazen. Het tongetje (ligula) is 1,8-3 mm lang.
Knolvossenstaart bloeit van mei tot in juli met smalle aarpluimen, die 1,5-7 cm lang en 3-5 mm breed kunnen worden en aan de top versmald zijn. De aartjes zijn tot 3-4 mm lang en hebben korte steeltjes. Het bloempje heeft drie meeldraden en twee stampers. De helmhokjes met tot 2 mm lange helmknoppen zijn in het begin roomwit, later meer geel verkleurend.
De 3 –4 mm lange, spitse kelkkafjes hebben drie, brede, groene nerven, die in het onderste deel vergroeid zijn en een naaldachtige top hebben. De kiel van het kelkkafje is bezet met fijne haren. Het onderste, 3 mm lange kroonkafje is stomp en heeft een dicht bij de voet ingeplante naald die ver buiten de kelkkafjes uitsteekt.
De vrucht is een 2 mm lange en 1 mm brede graanvrucht.

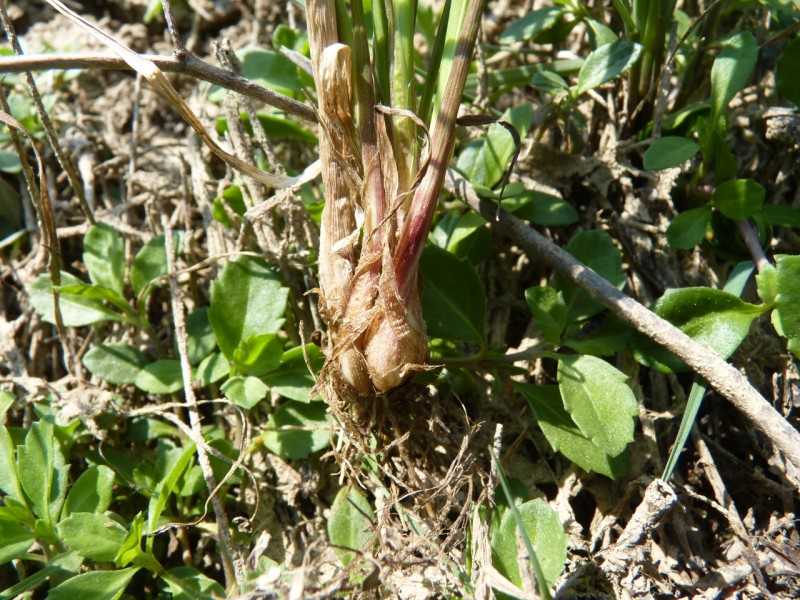
Bolletjes
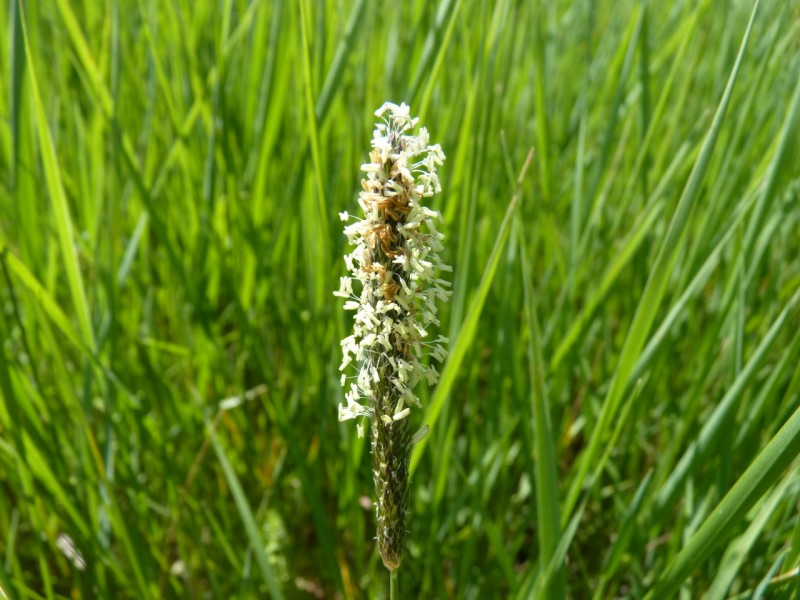
Bloeiende aarpluim
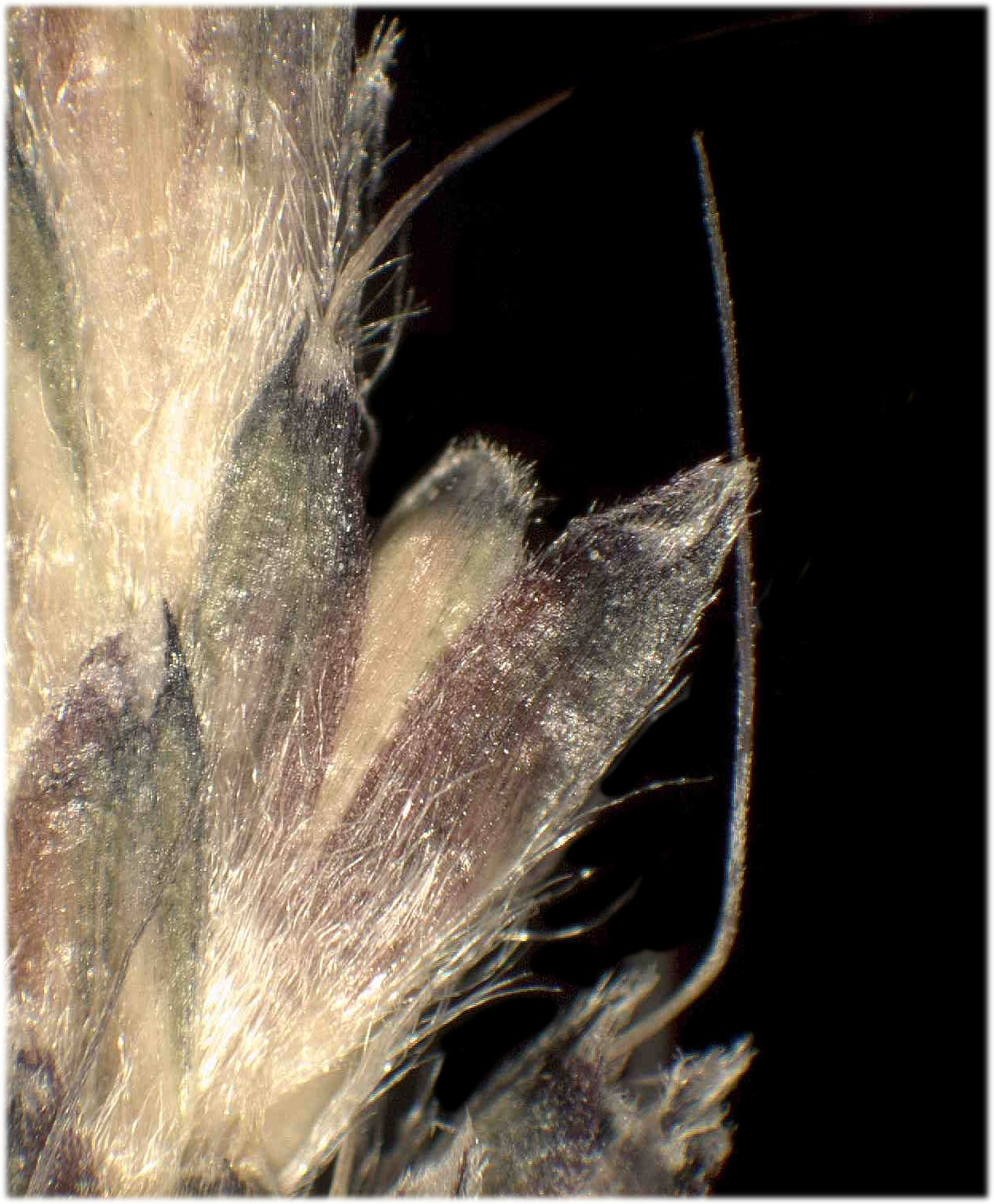
Aartje
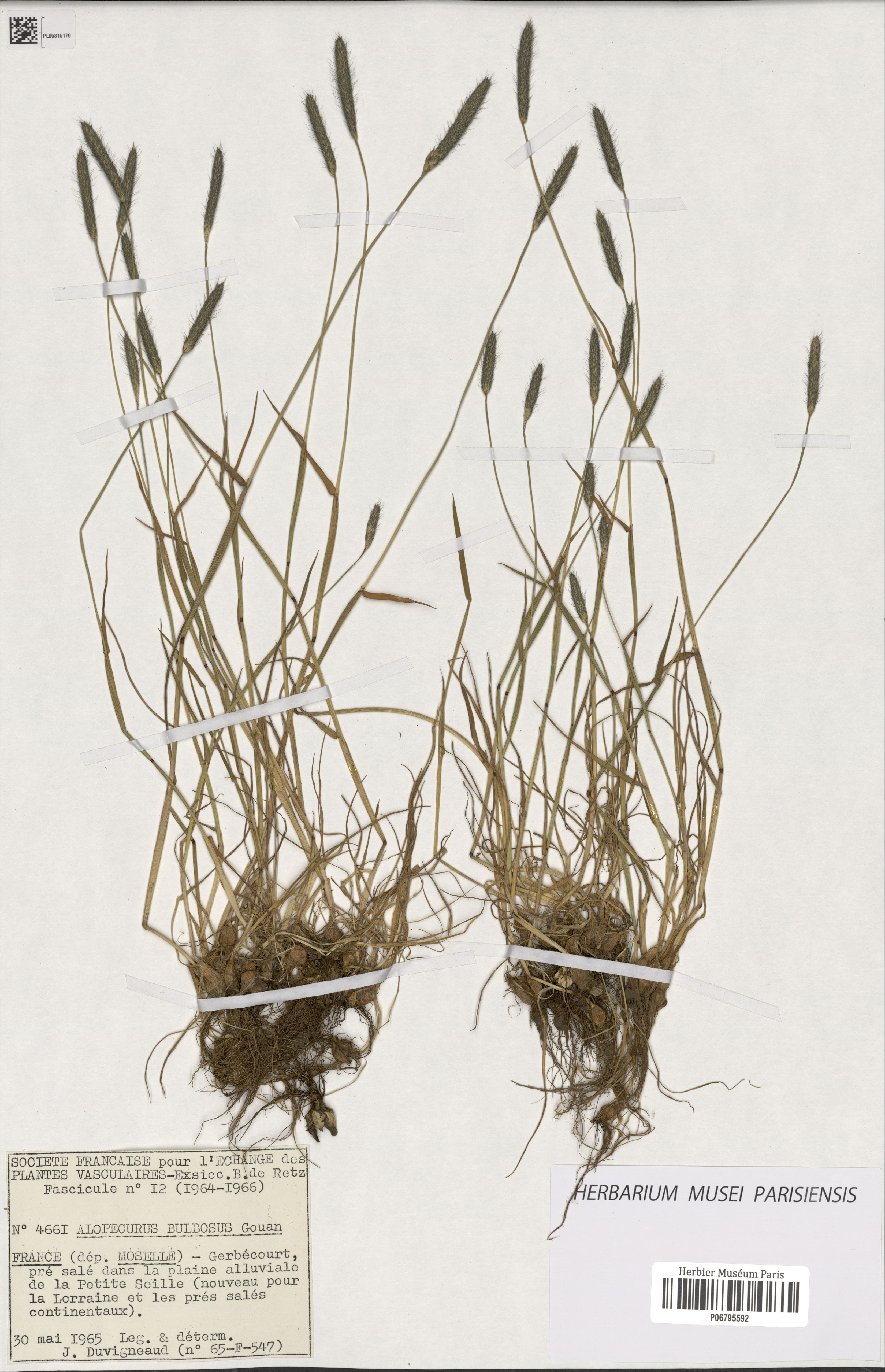
Herbarium

Knolvossenstaart komt voor in vochtig grasland op zilte kleigrond.